# پارک مین جونگ (بازیگر)
پارک مین جونگ (کره‌ای: 박민정؛ زادهٔ ۱۲ مارس ۱۹۸۲) بازیگر اهل کره جنوبی است. او به خاطر ایفای نقش در درام‌هایی همچون لبخند پر کشیده از نگاهت، افسانه نوکدو و کسی نمی‌داند شناخته می‌شود.

## فیلم‌شناسی

### فیلم
| سال  | عنوان              | عنوان            | نقش                 |
| سال  | فارسی              | کره‌ای            | نقش                 |
| ---- | ------------------ | ---------------- | ------------------- |
| ۲۰۰۶ | به پشت سر نگاه نکن | 내 청춘에게 고함 | زن رقصنده تانگو     |
| ۲۰۰۸ | آخرین هدیه او      | 마지막 선물      | زن در بار           |
| ۲۰۰۸ | آیا سئول را دیدی؟  | 서울이 보이냐    | بانوی در حال عبور   |
| ۲۰۰۹ | پرواز              | 비상             | یک زن               |
| ۲۰۱۱ | اس. آی. یو         | 특수본           | خواهر کوچکتر این مو |
| ۲۰۱۲ | معشوقه             | 후궁: 제왕의 첩  | ملکه                |
| ۲۰۱۳ | رمان روسی          | 러시안 소설      | جی ئه               |
| ۲۰۱۷ | واقعی              | 리얼             | پرستار              |
| ۲۰۱۸ | با من بمان         | 덕구             | صاحبخانه            |
| ۲۰۱۸ | خشم                | 여곡성           | خانم هان            |
| ۲۰۲۱ | اسپریت واکر        | 유체이탈자       | بانوی کیک           |

### مجموعه تلویزیونی
| سال  | عنوان                   | نقش           | منابع  |
| ---- | ----------------------- | ------------- | ------ |
| ۲۰۱۲ | پیشگوی بزرگ             | این یونگ      | [ ۷ ]  |
| ۲۰۱۴ | هدیه خدا ۱۴ روز         | می‌می          | [ ۸ ]  |
| ۲۰۱۴ | فرکانس عشق ۳۷٫۲         | مشتری         | [ ۹ ]  |
| ۲۰۱۵ | شش اژدهای پرنده         | سون هوا       | [ ۱۰ ] |
| ۲۰۱۵ | راز دهکده آچیارا        | تاون لیدی     | [ ۱۱ ] |
| ۲۰۱۶ | دکتر رمانتیک            | مین جونگ      | [ ۱۲ ] |
| ۲۰۱۶ | حافظه                   | پلیس چوی      | [ ۱۳ ] |
| ۲۰۱۶ | در راه فرودگاه          | خانم کیم      | [ ۱۴ ] |
| ۲۰۱۷ | سگ عصبانی               | لی یونگ می    | [ ۱۵ ] |
| ۲۰۱۷ | پدرم عجیبه              | بازیگر        | [ ۱۶ ] |
| ۲۰۱۸ | وکیل بی‌قانون            | یو کیونگ جین  | [ ۱۷ ] |
| ۲۰۱۸ | لبخند پر کشیده از نگاهت | هوانگ سون هوا | [ ۱۸ ] |
| ۲۰۱۹ | افسانه نوکدو            | ملکه یو       | [ ۱۹ ] |
| ۲۰۲۰ | کسی نمی‌داند             | به سون آه     | [ ۲۰ ] |
| ۲۰۲۲ | یک روز بهتر             | کارآگاه چوی   | [ ۲۱ ] |

### مجموعه اینترنتی
| سال  | عنوان              | نقش  | توضیحات   | منابع  |
| ---- | ------------------ | ---- | --------- | ------ |
| ۲۰۲۲ | موسیقی متن شماره ۱ | ماری | حضور ویژه | [ ۲۲ ] |

## جوایز و نامزدی‌ها
| سال  | مراسم جوایز          | دسته             | نامزد / اثر   | نتیجه | منابع        |
| ---- | -------------------- | ---------------- | ------------- | ----- | ------------ |
| ۲۰۰۵ | فستیوال هنری میریانگ | بهترین بازیگر زن | پارک مین جونگ | برنده | [ ۲۳ ] [ ۱ ] |